# Flageolettflöjt

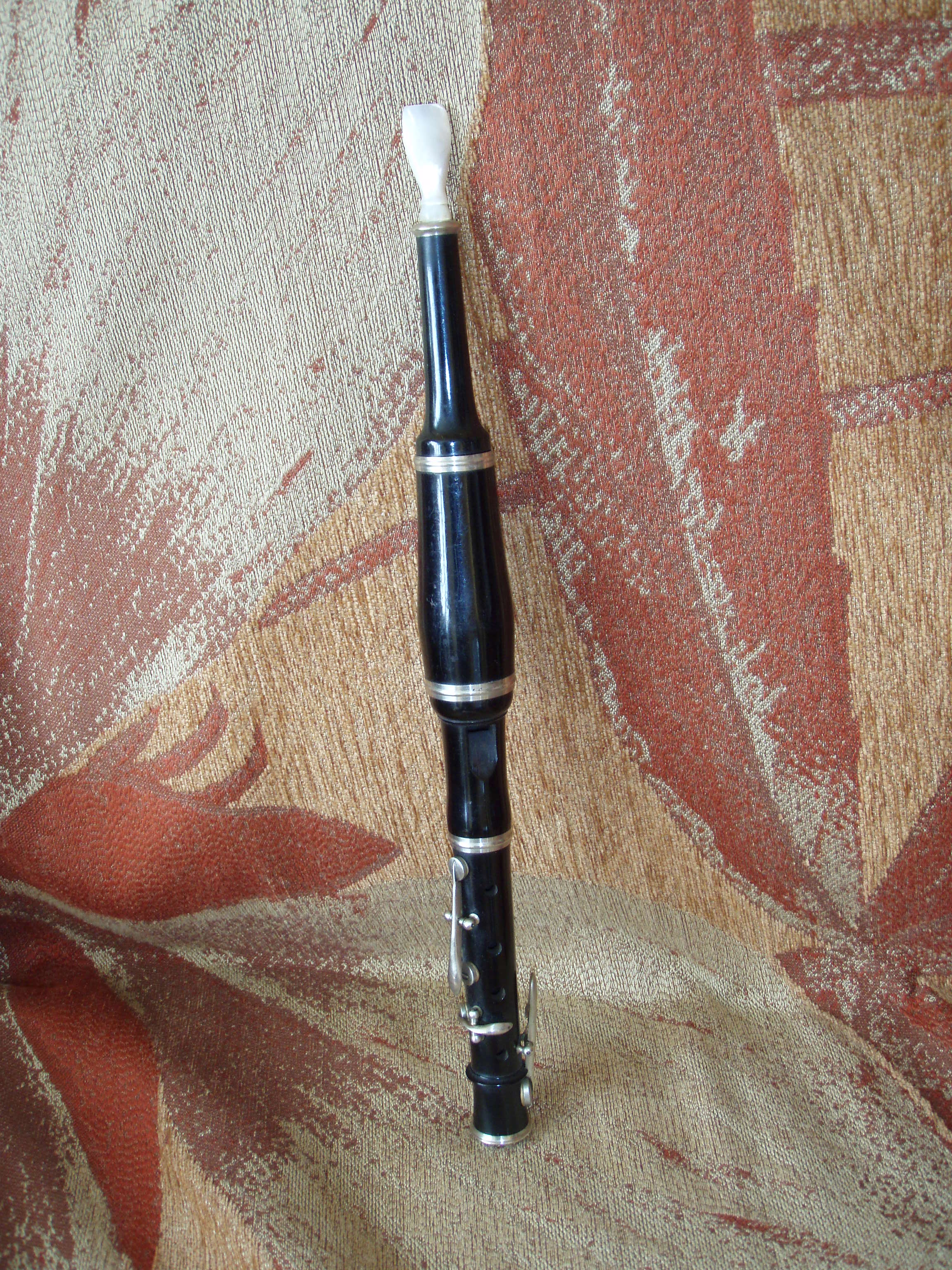
Flageolettflöjt 1800-talet - Collection privée Dominique Enon

Flageolettflöjt eller bara flageolett är en sorts snabelflöjt. De första flageolettflöjterna byggdes på 1500-talet. Efter 1800-talet är instrumentet ovanligt. Flageoletten gick igenom flera utvecklingsstadier under den tid den användes. En variant som kallas fransk flageolett har fyra hål på framsidan och två på baksidan, och spelades av bland andra Samuel Pepys. Både Händel och Purcell har skrivit musik för denna typ av flageolett. 
Den engelska flageoletten, med sex stycken fingerhål på framsidan, började småningom tillverkas i metall och utvecklades till vad som idag brukar kallas tin whistle.

## Bildgalleri

Flageolett, Denis aîné Noblet 1800-tal. Scenkonstmuseets instrumentsamling
Flageolett, Buffet, 1800-tal. Scenkonstmuseets instrumentsamling
Piccolaflageolett, okänd/osäker (unknown or not sure). Scenkonstmuseet instrumentsamling